# Болотин, Леонид Алексеевич
Леони́д Алексе́евич Боло́тин (10 августа 1938 — 3 декабря 2013) — советский танцовщик, артист балета Большого театра в 1956—1978 годах, создатель киностудии театра, руководитель его кино- и аудиоархива. Заслуженный работник культуры Российской Федерации (2010).

## Биография
Родился 10 августа 1938 года в Горьком.
В 1956 году окончил Московское хореографическое училище, выпускался по классу педагога Николая Тарасова. По окончании училища был принят в Большой театр, в котором прослужил 57 лет. Танцевал практически во всех спектаклях текущего репертуара, принимал участие в премьерах многих балетов.
В 1978 году, завершив балетную карьеру, Болотин начал создавать киностудию Большого театра, которой руководил до 1997 года. Освоив профессию кинооператора, он стал хроникёром жизни Большого театра, заведовал созданным им уникальным киноархивом. В 2002 году он принял участие в создании аудиоархива театра, где работал вплоть до своей кончины.
Умер 3 декабря 2013 года в Москве.

### Личная жизнь
Был женат на солистке Большого театра Л. Н. Григоревской. Отец солиста Большого театра Андрея Болотина.

## Награды
- Медаль «За трудовое отличие» (25 мая 1976 года) — за заслуги в развитии советского музыкального и хореографического искусства и в связи с 200-летием Государственного академического Большого театра СССР[3].
- Заслуженный работник культуры Российской Федерации (20 апреля 2010 года) — за заслуги в области культуры и многолетнюю плодотворную работу[4].